# Collegio elettorale di Verbano-Cusio-Ossola
Il collegio di Verbano-Cusio-Ossola fu un collegio elettorale uninominale della Repubblica Italiana appartenente alla Circoscrizione Piemonte; fu utilizzato per eleggere un senatore della Repubblica dalla I alla XI legislatura.

## Storia
Il collegio venne creato nel 1948 secondo la legge n. 29 del 6 febbraio 1948 la quale, pur basandosi sull'impianto proporzionale in vigore per la Camera, rispetto a quest'ultima conteneva alcuni piccoli correttivi in senso maggioritario. Tale legge ebbe il suo definitivo perfezionamento col Testo Unico n°361 del 1957. Differentemente dalla Camera, la legge elettorale del Senato si articolava su base regionale, seguendo il dettato costituzionale (art.57). Ogni Regione era suddivisa in tanti collegi uninominali quanti erano i seggi ad essa assegnati. All'interno di ciascun collegio, veniva eletto il candidato che avesse raggiunto il quorum del 65% delle preferenze: tale soglia, oggettivamente di difficilissimo conseguimento, tradiva l'impianto proporzionale su cui era concepito anche il sistema elettorale della Camera Alta. Qualora, come normalmente avveniva, nessun candidato avesse conseguito l'elezione, i voti di tutti i candidati venivano raggruppati in liste di partito a livello regionale, dove i seggi venivano allocati utilizzando il metodo D'Hondt delle maggiori medie statistiche e quindi, all'interno di ciascuna lista, venivano dichiarati eletti i candidati con le migliori percentuali di preferenza.
Nel 1993, con la cosiddetta Legge Mattarella (Legge n. 276, Norme per l'elezione del Senato della Repubblica), attuata in seguito al referendum abrogativo del 1993, venne istituito per la Camera dei deputati e per il Senato della Repubblica un sistema di elezione misto, in parte maggioritario e in parte proporzionale. Il 75% dei parlamentari dell'assemblea veniva eletto in collegi uninominali tramite sistema maggioritario a turno unico; il restante 25% al Senato veniva eletto tramite recupero proporzionale dei più votati non eletti attraverso un meccanismo di calcolo denominato "scorporo", cioè sottraendo dal conteggio dei voti totali di una lista nella parte proporzionale i voti ottenuti dai candidati collegati alla medesima lista che erano eletti nei collegi uninominali con il sistema maggioritario.
Il collegio di Verbano-Cusio-Ossola venne pertanto abolito nel 1993 e fu sostituito dal collegio uninominale di Verbania.

## Territorio
Il collegio di Verbano-Cusio-Ossola era uno dei 17 collegi uninominali in cui era suddiviso il Piemonte; comprendeva i seguenti comuni: Ameno, Antrona Schieranco, Anzola d'Ossola, Arizzano, Armeno, Arona, Aurano, Baceno, Bannio Anzino, Baveno, Bee, Belgirate, Beura-Cardezza, Bognanco, Bolzano Novarese, Briga Novarese, Brovello-Carpugnino, Calasca-Castiglione, Cambiasca, Cannero Riviera, Cannobio, Caprezzo, Casale Corte Cerro, Castelletto sopra Ticino, Cavaglio-Spoccia, Ceppo Morelli, Cesara, Comignago, Cossogno, Craveggia, Crevoladossola, Crodo, Cursolo-Orasso, Domodossola, Dormelletto, Druogno, Falmenta, Formazza, Gargallo, Gattico, Ghiffa, Gignese, Gozzano, Gravellona Toce, Gurro, Intragna, Invorio, Lesa, Macugnaga, Madonna del Sasso, Malesco, Masera, Massino Visconti, Meina, Mergozzo, Miasino, Miazzina, Montecrestese, Montescheno, Nebbiuno, Nonio, Oggebbio, Oleggio Castello, Omegna, Ornavasso, Orta San Giulio, Pallanzeno, Paruzzaro, Pella, Pettenasco, Piedimulera, Pieve Vergonte, Pisano, Pogno, Premeno, Premia, Premosello-Chiovenda, Quarna Sopra, Quarna Sotto, Re, San Bernardino Verbano, San Maurizio d'Opaglio, Santa Maria Maggiore, Soriso, Stresa, Toceno, Trarego Viggiona, Trasquera, Trontano, Valstrona, Vanzone con San Carlo, Varzo, Verbania, Villadossola e Vogogna.

## Dati elettorali

### I legislatura
|                                                                                | Raffaele Cadorna ✔️ Eletto | Democrazia Cristiana        | 52 808  | 48,75 |  |  |  |  |  |
|                                                                                | Piero Fornara              | Fronte Democratico Popolare | 40 342  | 37,24 |  |  |  |  |  |
|                                                                                | Eugenio Boggiano Pico      | Unità Socialista            | 13 206  | 12,19 |  |  |  |  |  |
|                                                                                | Pietro Donis               | Blocco Nazionale            | 1 976   | 1,82  |  |  |  |  |  |
| Totale                                                                         | Totale                     | Totale                      | 108 332 | 100   |  |  |  |  |  |
|                                                                                |                            |                             |         |       |  |  |  |  |  |
| Voti non validi                                                                | Voti non validi            | Voti non validi             | 6 216   | 5,43  |  |  |  |  |  |
| Votanti                                                                        | Votanti                    | Votanti                     | 114 548 | 91,18 |  |  |  |  |  |
| Elettori                                                                       | Elettori                   | Elettori                    | 125 628 |       |  |  |  |  |  |
|                                                                                |                            |                             |         |       |  |  |  |  |  |
| Nota: quorum del 65% non raggiunto; ripartizione dei seggi a livello regionale |                            |                             |         |       |  |  |  |  |  |
| Data: 18 aprile 1948                                                           |                            |                             |         |       |  |  |  |  |  |
| Fonte: Ministero dell'interno                                                  |                            |                             |         |       |  |  |  |  |  |

### II legislatura
|                                                                                | Raffaele Cadorna ✔️ Eletto | Democrazia Cristiana                    | 46 316  | 40,66 |  |  |  |  |  |
|                                                                                | Ettore Tibaldi ✔️ Eletto   | Partito Socialista Italiano             | 27 626  | 24,25 |  |  |  |  |  |
|                                                                                | Ermanno Lazzarino          | Partito Comunista Italiano              | 19 618  | 17,22 |  |  |  |  |  |
|                                                                                | Paolo Perucchetti          | Partito Socialista Democratico Italiano | 6 407   | 5,63  |  |  |  |  |  |
|                                                                                | Annibale Bergonzoli        | Movimento Sociale Italiano              | 5 464   | 4,80  |  |  |  |  |  |
|                                                                                | Massimo Caputo             | Partito Liberale Italiano               | 3 623   | 3,18  |  |  |  |  |  |
|                                                                                | Gustavo Reisoli Matthieu   | Partito Nazionale Monarchico            | 3 097   | 2,72  |  |  |  |  |  |
|                                                                                | Giuseppe Bonfantini        | Unità Popolare                          | 980     | 0,86  |  |  |  |  |  |
|                                                                                | Rino Pachetti              | Alleanza Democratica Nazionale          | 768     | 0,67  |  |  |  |  |  |
| Totale                                                                         | Totale                     | Totale                                  | 113 899 | 100   |  |  |  |  |  |
|                                                                                |                            |                                         |         |       |  |  |  |  |  |
| Voti non validi                                                                | Voti non validi            | Voti non validi                         | 6 623   | 5,50  |  |  |  |  |  |
| Votanti                                                                        | Votanti                    | Votanti                                 | 120 522 | 93,41 |  |  |  |  |  |
| Elettori                                                                       | Elettori                   | Elettori                                | 129 018 |       |  |  |  |  |  |
|                                                                                |                            |                                         |         |       |  |  |  |  |  |
| Nota: quorum del 65% non raggiunto; ripartizione dei seggi a livello regionale |                            |                                         |         |       |  |  |  |  |  |
| Data: 7 giugno 1953                                                            |                            |                                         |         |       |  |  |  |  |  |
| Fonte: Ministero dell'interno                                                  |                            |                                         |         |       |  |  |  |  |  |

### III legislatura
|                                                                                | Raffaele Cadorna         | Democrazia Cristiana                       | 48 015  | 39,59 |  |  |  |  |  |
|                                                                                | Ettore Tibaldi ✔️ Eletto | Partito Socialista Italiano                | 28 276  | 23,31 |  |  |  |  |  |
|                                                                                | Amelia Maccarinelli      | Partito Comunista Italiano                 | 20 237  | 16,69 |  |  |  |  |  |
|                                                                                | Paolo Perucchetti        | Partito Socialista Democratico Italiano    | 8 021   | 6,61  |  |  |  |  |  |
|                                                                                | Alessandro Arcardini     | Partito Liberale Italiano                  | 4 243   | 3,50  |  |  |  |  |  |
|                                                                                | Oscar Ronza              | Movimento Sociale Italiano                 | 3 697   | 3,05  |  |  |  |  |  |
|                                                                                | Piero Nobili             | Partito Nazionale Monarchico               | 3 249   | 2,68  |  |  |  |  |  |
|                                                                                | Severino Cristofoli      | Movimento Autonomista Regionale Piemontese | 3 193   | 2,63  |  |  |  |  |  |
|                                                                                | Carlo Lightowler         | Movimento Comunità                         | 933     | 0,77  |  |  |  |  |  |
|                                                                                | Temistocle Saporiti      | Partito Monarchico Popolare                | 858     | 0,71  |  |  |  |  |  |
|                                                                                | Albino Galvano           | PRI - PR                                   | 566     | 0,47  |  |  |  |  |  |
| Totale                                                                         | Totale                   | Totale                                     | 121 288 | 100   |  |  |  |  |  |
|                                                                                |                          |                                            |         |       |  |  |  |  |  |
| Voti non validi                                                                | Voti non validi          | Voti non validi                            | 6 205   | 4,87  |  |  |  |  |  |
| Votanti                                                                        | Votanti                  | Votanti                                    | 127 493 | 94,51 |  |  |  |  |  |
| Elettori                                                                       | Elettori                 | Elettori                                   | 134 900 |       |  |  |  |  |  |
|                                                                                |                          |                                            |         |       |  |  |  |  |  |
| Nota: quorum del 65% non raggiunto; ripartizione dei seggi a livello regionale |                          |                                            |         |       |  |  |  |  |  |
| Data: 25 maggio 1958                                                           |                          |                                            |         |       |  |  |  |  |  |
| Fonte: Ministero dell'interno                                                  |                          |                                            |         |       |  |  |  |  |  |

### IV legislatura
|                                                                                | Carlo Torelli ✔️ Eletto  | Democrazia Cristiana                    | 46 980  | 37,05 |  |  |  |  |  |
|                                                                                | P. Secchia               | Partito Comunista Italiano              | 27 620  | 21,78 |  |  |  |  |  |
|                                                                                | Ettore Tibaldi ✔️ Eletto | Partito Socialista Italiano             | 26 513  | 20,91 |  |  |  |  |  |
|                                                                                | G. Falcioni              | Partito Liberale Italiano               | 12 520  | 9,87  |  |  |  |  |  |
|                                                                                | G. Bozzuto               | Partito Socialista Democratico Italiano | 9 361   | 7,38  |  |  |  |  |  |
|                                                                                | F. Rigazzi               | MSI - PDIUM                             | 3 807   | 3,00  |  |  |  |  |  |
| Totale                                                                         | Totale                   | Totale                                  | 126 801 | 100   |  |  |  |  |  |
|                                                                                |                          |                                         |         |       |  |  |  |  |  |
| Voti non validi                                                                | Voti non validi          | Voti non validi                         | 7 297   | 5,44  |  |  |  |  |  |
| Votanti                                                                        | Votanti                  | Votanti                                 | 134 098 | 94,28 |  |  |  |  |  |
| Elettori                                                                       | Elettori                 | Elettori                                | 142 233 |       |  |  |  |  |  |
|                                                                                |                          |                                         |         |       |  |  |  |  |  |
| Nota: quorum del 65% non raggiunto; ripartizione dei seggi a livello regionale |                          |                                         |         |       |  |  |  |  |  |
| Data: 28 aprile 1963                                                           |                          |                                         |         |       |  |  |  |  |  |
| Fonte: Ministero dell'interno                                                  |                          |                                         |         |       |  |  |  |  |  |

### V legislatura
|                                                                                | Carlo Torelli ✔️ Eletto       | Democrazia Cristiana          | 49 451  | 37,20 |  |  |  |  |  |
|                                                                                | Andrea Filippa                | PCI - PSIUP                   | 35 314  | 26,56 |  |  |  |  |  |
|                                                                                | Francesco Albertini ✔️ Eletto | PSI-PSDI Unificati            | 32 665  | 24,57 |  |  |  |  |  |
|                                                                                | G. Falcioni                   | Partito Liberale Italiano     | 10 924  | 8,22  |  |  |  |  |  |
|                                                                                | T. Abelli                     | MSI - PDIUM                   | 3 572   | 2,69  |  |  |  |  |  |
|                                                                                | T. Federighi                  | Partito Repubblicano Italiano | 1 013   | 0,76  |  |  |  |  |  |
| Totale                                                                         | Totale                        | Totale                        | 132 939 | 100   |  |  |  |  |  |
|                                                                                |                               |                               |         |       |  |  |  |  |  |
| Voti non validi                                                                | Voti non validi               | Voti non validi               | 7 952   | 5,64  |  |  |  |  |  |
| Votanti                                                                        | Votanti                       | Votanti                       | 140 891 | 94,33 |  |  |  |  |  |
| Elettori                                                                       | Elettori                      | Elettori                      | 149 362 |       |  |  |  |  |  |
|                                                                                |                               |                               |         |       |  |  |  |  |  |
| Nota: quorum del 65% non raggiunto; ripartizione dei seggi a livello regionale |                               |                               |         |       |  |  |  |  |  |
| Data: 19 maggio 1968                                                           |                               |                               |         |       |  |  |  |  |  |
| Fonte: Ministero dell'interno                                                  |                               |                               |         |       |  |  |  |  |  |

### VI legislatura
|                                                                                | Carlo Torelli ✔️ Eletto       | Democrazia Cristiana                    | 52 067  | 37,55 |  |  |  |  |  |
|                                                                                | L. Martino                    | PCI - PSIUP                             | 36 865  | 26,58 |  |  |  |  |  |
|                                                                                | Francesco Albertini ✔️ Eletto | Partito Socialista Italiano             | 21 886  | 15,78 |  |  |  |  |  |
|                                                                                | M. V. Mezza                   | Partito Socialista Democratico Italiano | 10 273  | 7,41  |  |  |  |  |  |
|                                                                                | V. Cane                       | Partito Liberale Italiano               | 8 006   | 5,77  |  |  |  |  |  |
|                                                                                | I. Zacchera                   | Movimento Sociale Italiano              | 6 694   | 4,83  |  |  |  |  |  |
|                                                                                | D. Acquaviva                  | Partito Repubblicano Italiano           | 2 880   | 2,08  |  |  |  |  |  |
| Totale                                                                         | Totale                        | Totale                                  | 138 671 | 100   |  |  |  |  |  |
|                                                                                |                               |                                         |         |       |  |  |  |  |  |
| Voti non validi                                                                | Voti non validi               | Voti non validi                         | 7 688   | 5,25  |  |  |  |  |  |
| Votanti                                                                        | Votanti                       | Votanti                                 | 146 359 | 94,45 |  |  |  |  |  |
| Elettori                                                                       | Elettori                      | Elettori                                | 154 963 |       |  |  |  |  |  |
|                                                                                |                               |                                         |         |       |  |  |  |  |  |
| Nota: quorum del 65% non raggiunto; ripartizione dei seggi a livello regionale |                               |                                         |         |       |  |  |  |  |  |
| Data: 7 maggio 1972                                                            |                               |                                         |         |       |  |  |  |  |  |
| Fonte: Ministero dell'interno                                                  |                               |                                         |         |       |  |  |  |  |  |

### VII legislatura
|                                                                                | Fausto Del Ponte ✔️ Eletto    | Democrazia Cristiana                    | 50 220  | 35,32 |  |  |  |  |  |
|                                                                                | Napoleone Colajanni           | Partito Comunista Italiano              | 48 784  | 34,31 |  |  |  |  |  |
|                                                                                | Francesco Albertini ✔️ Eletto | Partito Socialista Italiano             | 19 407  | 13,65 |  |  |  |  |  |
|                                                                                | Francesco Della Torre         | Partito Socialista Democratico Italiano | 9 276   | 6,52  |  |  |  |  |  |
|                                                                                | Franco Verna                  | Movimento Sociale Italiano              | 5 370   | 3,78  |  |  |  |  |  |
|                                                                                | Roberto Marchionni            | Partito Repubblicano Italiano           | 4 145   | 2,92  |  |  |  |  |  |
|                                                                                | Giovanni Falcioni             | Partito Liberale Italiano               | 3 658   | 2,57  |  |  |  |  |  |
|                                                                                | Giorgio Giovanzana            | Partito Radicale                        | 1 319   | 0,93  |  |  |  |  |  |
| Totale                                                                         | Totale                        | Totale                                  | 142 179 | 100   |  |  |  |  |  |
|                                                                                |                               |                                         |         |       |  |  |  |  |  |
| Voti non validi                                                                | Voti non validi               | Voti non validi                         | 5 759   | 3,89  |  |  |  |  |  |
| Votanti                                                                        | Votanti                       | Votanti                                 | 147 938 | 94,12 |  |  |  |  |  |
| Elettori                                                                       | Elettori                      | Elettori                                | 157 177 |       |  |  |  |  |  |
|                                                                                |                               |                                         |         |       |  |  |  |  |  |
| Nota: quorum del 65% non raggiunto; ripartizione dei seggi a livello regionale |                               |                                         |         |       |  |  |  |  |  |
| Data: 20 giugno 1976                                                           |                               |                                         |         |       |  |  |  |  |  |
| Fonte: Ministero dell'interno                                                  |                               |                                         |         |       |  |  |  |  |  |

### VIII legislatura
|                                                                                | Fausto Del Ponte ✔️ Eletto   | Democrazia Cristiana                         | 49 830  | 35,61 |  |  |  |  |  |
|                                                                                | Lucio Libertini ✔️ Eletto    | Partito Comunista Italiano                   | 44 759  | 31,99 |  |  |  |  |  |
|                                                                                | Cornelio Masciadri ✔️ Eletto | Partito Socialista Italiano                  | 17 944  | 12,82 |  |  |  |  |  |
|                                                                                | F. Olmi                      | Partito Socialista Democratico Italiano      | 10 190  | 7,28  |  |  |  |  |  |
|                                                                                | Franco Verna                 | Movimento Sociale Italiano                   | 5 045   | 3,61  |  |  |  |  |  |
|                                                                                | Roberto Marchionni           | Partito Repubblicano Italiano                | 4 212   | 3,01  |  |  |  |  |  |
|                                                                                | V. Cane                      | Partito Liberale Italiano                    | 4 204   | 3,00  |  |  |  |  |  |
|                                                                                | A. Fubini                    | Partito Radicale - Nuova Sinistra Unita      | 3 111   | 2,22  |  |  |  |  |  |
|                                                                                | G. Scolaro                   | Costituente di Destra - Democrazia Nazionale | 624     | 0,45  |  |  |  |  |  |
| Totale                                                                         | Totale                       | Totale                                       | 139 919 | 100   |  |  |  |  |  |
|                                                                                |                              |                                              |         |       |  |  |  |  |  |
| Voti non validi                                                                | Voti non validi              | Voti non validi                              | 8 579   | 5,78  |  |  |  |  |  |
| Votanti                                                                        | Votanti                      | Votanti                                      | 148 498 | 92,26 |  |  |  |  |  |
| Elettori                                                                       | Elettori                     | Elettori                                     | 160 961 |       |  |  |  |  |  |
|                                                                                |                              |                                              |         |       |  |  |  |  |  |
| Nota: quorum del 65% non raggiunto; ripartizione dei seggi a livello regionale |                              |                                              |         |       |  |  |  |  |  |
| Data: 3 giugno 1979                                                            |                              |                                              |         |       |  |  |  |  |  |
| Fonte: Ministero dell'interno                                                  |                              |                                              |         |       |  |  |  |  |  |

### IX legislatura
|                                                                                | Ugo Spagnoli                 | Partito Comunista Italiano              | 38 609  | 28,98 |  |  |  |  |  |
|                                                                                | Fausto Del Ponte             | Democrazia Cristiana                    | 36 199  | 27,17 |  |  |  |  |  |
|                                                                                | Cornelio Masciadri ✔️ Eletto | Partito Socialista Italiano             | 18 491  | 13,88 |  |  |  |  |  |
|                                                                                | Franco Nicolazzi ✔️ Eletto   | Partito Socialista Democratico Italiano | 16 404  | 12,31 |  |  |  |  |  |
|                                                                                | Roberto Marchionni           | Partito Repubblicano Italiano           | 6 650   | 4,99  |  |  |  |  |  |
|                                                                                | Antonio Masaracchio          | Movimento Sociale Italiano              | 5 977   | 4,49  |  |  |  |  |  |
|                                                                                | Valerio Preioni              | Partito Liberale Italiano               | 4 991   | 3,75  |  |  |  |  |  |
|                                                                                | Consuelo Stacchiotti         | Partito Radicale                        | 2 578   | 1,94  |  |  |  |  |  |
|                                                                                | Cesare Bermani               | Democrazia Proletaria                   | 1 721   | 1,29  |  |  |  |  |  |
|                                                                                | Alvaro Corradini             | Lista per Trieste                       | 1 597   | 1,20  |  |  |  |  |  |
| Totale                                                                         | Totale                       | Totale                                  | 133 217 | 100   |  |  |  |  |  |
|                                                                                |                              |                                         |         |       |  |  |  |  |  |
| Voti non validi                                                                | Voti non validi              | Voti non validi                         | 12 059  | 8,30  |  |  |  |  |  |
| Votanti                                                                        | Votanti                      | Votanti                                 | 145 276 | 88,81 |  |  |  |  |  |
| Elettori                                                                       | Elettori                     | Elettori                                | 163 578 |       |  |  |  |  |  |
|                                                                                |                              |                                         |         |       |  |  |  |  |  |
| Nota: quorum del 65% non raggiunto; ripartizione dei seggi a livello regionale |                              |                                         |         |       |  |  |  |  |  |
| Data: 26 giugno 1983                                                           |                              |                                         |         |       |  |  |  |  |  |
| Fonte: Ministero dell'interno                                                  |                              |                                         |         |       |  |  |  |  |  |

### X legislatura
|                                                                                | S. Bocci                                  | Democrazia Cristiana                    | 36 614  | 26,54 |  |  |  |  |  |
|                                                                                | B. Gallo                                  | Partito Comunista Italiano              | 34 649  | 25,11 |  |  |  |  |  |
|                                                                                | Cornelio Masciardi                        | Partito Socialista Italiano             | 21 818  | 15,81 |  |  |  |  |  |
|                                                                                | Franco Nicolazzi ✔️ Eletto                | Partito Socialista Democratico Italiano | 20 206  | 14,64 |  |  |  |  |  |
|                                                                                | Franco Verna                              | Movimento Sociale Italiano              | 6 705   | 4,86  |  |  |  |  |  |
|                                                                                | Giorgio La Malfa                          | Partito Repubblicano Italiano           | 4 092   | 2,97  |  |  |  |  |  |
|                                                                                | A. Viviani                                | Partito Radicale                        | 3 469   | 2,51  |  |  |  |  |  |
|                                                                                | C. Mortarino                              | Lista Verde                             | 2 790   | 2,02  |  |  |  |  |  |
|                                                                                | Edgardo Sogno Rata del Vallino di Ponzone | Partito Liberale Italiano               | 2 671   | 1,94  |  |  |  |  |  |
|                                                                                | F. Calamida                               | Democrazia Proletaria                   | 1 816   | 1,32  |  |  |  |  |  |
|                                                                                | G. C. De Maria                            | Piemont Autonomia Regionale             | 971     | 0,70  |  |  |  |  |  |
|                                                                                | F. Longo                                  | Liga Veneta - Pensionati Uniti          | 767     | 0,56  |  |  |  |  |  |
|                                                                                | S. Lupo                                   | Piemont                                 | 720     | 0,52  |  |  |  |  |  |
|                                                                                | A. Gianasso                               | Movimento di Liberazione Fiscale        | 509     | 0,37  |  |  |  |  |  |
|                                                                                | A. Storno                                 | Alleanza Popolare Pensionati            | 179     | 0,13  |  |  |  |  |  |
| Totale                                                                         | Totale                                    | Totale                                  | 137 976 | 100   |  |  |  |  |  |
|                                                                                |                                           |                                         |         |       |  |  |  |  |  |
| Voti non validi                                                                | Voti non validi                           | Voti non validi                         | 9 663   | 6,55  |  |  |  |  |  |
| Votanti                                                                        | Votanti                                   | Votanti                                 | 147 639 | 88,99 |  |  |  |  |  |
| Elettori                                                                       | Elettori                                  | Elettori                                | 165 902 |       |  |  |  |  |  |
|                                                                                |                                           |                                         |         |       |  |  |  |  |  |
| Nota: quorum del 65% non raggiunto; ripartizione dei seggi a livello regionale |                                           |                                         |         |       |  |  |  |  |  |
| Data: 14 giugno 1987                                                           |                                           |                                         |         |       |  |  |  |  |  |
| Fonte: Ministero dell'interno                                                  |                                           |                                         |         |       |  |  |  |  |  |

### XI legislatura
|                                                                                | Antonio De Paoli          | Democrazia Cristiana                    | 31 887  | 22,26 |  |  |  |  |  |
|                                                                                | Marco Preioni ✔️ Eletto   | Lega Nord                               | 26 731  | 18,66 |  |  |  |  |  |
|                                                                                | Franco Reviglio ✔️ Eletto | Partito Socialista Italiano             | 24 442  | 17,07 |  |  |  |  |  |
|                                                                                | Carlo Garlassi            | Partito Democratico della Sinistra      | 17 763  | 12,40 |  |  |  |  |  |
|                                                                                | Mario Caio                | Partito della Rifondazione Comunista    | 9 232   | 6,45  |  |  |  |  |  |
|                                                                                | Renato Antonioli          | Movimento Sociale Italiano              | 6 280   | 4,38  |  |  |  |  |  |
|                                                                                | Sergio Urani              | Partito Socialista Democratico Italiano | 4 549   | 3,18  |  |  |  |  |  |
|                                                                                | Antonio Ferrara           | Partito Repubblicano Italiano           | 4 427   | 3,09  |  |  |  |  |  |
|                                                                                | Silvano Boroli            | Partito Liberale Italiano               | 4 048   | 2,83  |  |  |  |  |  |
|                                                                                | Paolo Caruso              | Federazione dei Verdi                   | 3 661   | 2,56  |  |  |  |  |  |
|                                                                                | Gian Carlo Bertolini      | Lega Alpina Piemont                     | 3 322   | 2,32  |  |  |  |  |  |
|                                                                                | Romana Rindi              | La Lega Casalinghe-Pensionati           | 1 985   | 1,39  |  |  |  |  |  |
|                                                                                | Carlo Maffeo              | Partito Pensionati                      | 1 854   | 1,29  |  |  |  |  |  |
|                                                                                | Elisa Giua                | Sì Referendum                           | 1 349   | 0,94  |  |  |  |  |  |
|                                                                                | Gianpietro Lupi           | Verdi Verdi                             | 1 099   | 0,77  |  |  |  |  |  |
|                                                                                | Giuseppe Coffano          | Federalismo - Pensionati Uomini Vivi    | 593     | 0,41  |  |  |  |  |  |
| Totale                                                                         | Totale                    | Totale                                  | 143 222 | 100   |  |  |  |  |  |
|                                                                                |                           |                                         |         |       |  |  |  |  |  |
| Voti non validi                                                                | Voti non validi           | Voti non validi                         | 9 229   | 6,05  |  |  |  |  |  |
| Votanti                                                                        | Votanti                   | Votanti                                 | 152 451 | 87,61 |  |  |  |  |  |
| Elettori                                                                       | Elettori                  | Elettori                                | 174 004 |       |  |  |  |  |  |
|                                                                                |                           |                                         |         |       |  |  |  |  |  |
| Nota: quorum del 65% non raggiunto; ripartizione dei seggi a livello regionale |                           |                                         |         |       |  |  |  |  |  |
| Data: 5 aprile 1992                                                            |                           |                                         |         |       |  |  |  |  |  |
| Fonte: Ministero dell'interno                                                  |                           |                                         |         |       |  |  |  |  |  |